# Maldonado (Uruguai)

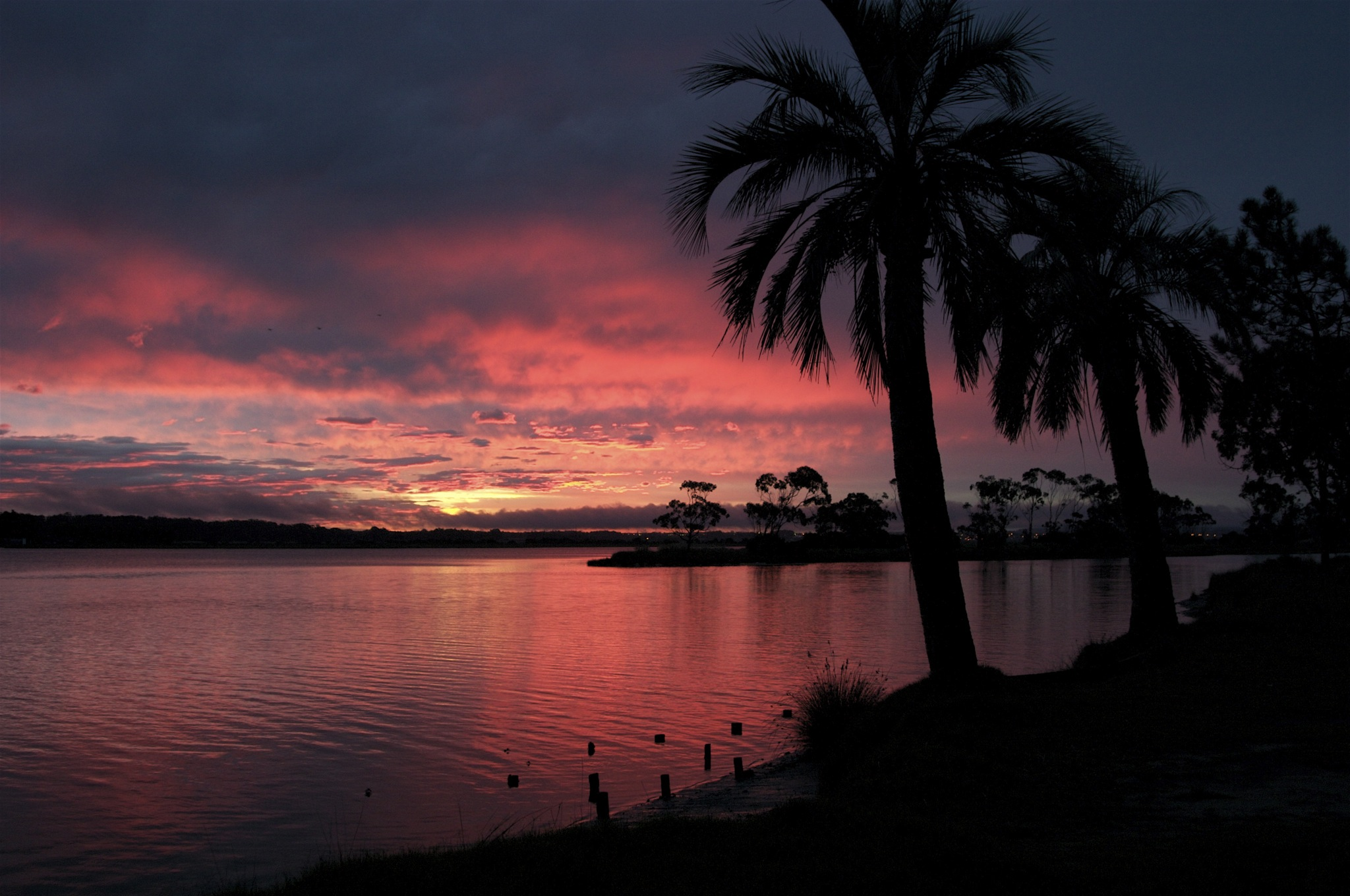
Tarde em Maldonado.

Maldonado ou San Fernando de Maldonado é uma cidade do Uruguai, capital do departamento de Maldonado.
Pela proximidade com a meca do lazer sul-americano, tem intensa atividade hoteleira e comercial. É contígua a Punta del Este. Destaca-se uma ponte ondulada sobre o Rio Maldonado. Segundo o último censo uruguaio de 2011, a cidade possui 84 mil habitantes.

## Esportes

### Copa América de 1995
A cidade foi umas das cidades-sedes dos jogos da Copa América de 1995, realizada no Uruguai, as partidas ocorreram no Estádio Domingo Burgueño.